# Шутало, Бошко
Бо́шко Шу́тало (хорв. Boško Šutalo; родился 1 января 2000 года, Меткович, Хорватия) — хорватский футболист, защитник льежского «Стандарда».

## Клубная карьера

### «Осиек»
Шутало — воспитанник клуба «Осиек». 19 сентября 2018 года в поединке Кубка Хорватии против «Загореца» Бошко дебютировал за основной состав. 20 октября в матче против «Рудеша» он дебютировал в чемпионате Хорватии.

### «Аталанта»
В январе 2020 года перешёл в итальянскую «Аталанту». Дебютировал за клуб 2 июля 2020 года в матче против «Наполи», выйдя на замену на 89 минуте. В своём следующем матче против «Кальяри» вышел в стартовом составе и отыграл 83 минуты. В последующих матчах сезона также принял участие, в основном выходя на замену и в общем выйдя на поле за клуб 7 раз. 
Новый сезон начал 26 сентября 2020 года, выйдя в стартовом составе против «Торино» и проведя на поле все 90 минут. Затем на несколько матчей вышел со скамейки запасных, а после стал постоянным игроком скамейки, почти не получая игровой практики. Свой дебютный гол за клуб забил 14 января 2021 года в Кубке Италии против «Кальяри». После получил травму лодыжки, вышел на 2 матча против «Наполи» в рамках Серии А и Кубка Италии, а также сыграл один матч в чемпионате против «Кальяри» и снова травмировал лодыжку. По итогу сезона сыграл 9 матчей во всех турнирах и отличился 1 голом.

#### Аренда в «Верону»
В августе 2021 года отправился в аренду в «Верону». Дебютировал в клуб 27 августа 2021 года в матче против «Интернационале», выйдя на замену на 75 минуте матча вместо Марко Фараони. По началу сезона чередовал игры со старта и со скамейки запасных. Также игрока немного тревожили травмы. С февраля 2022 года закрепился в основной команде, выходя на каждую игру в стартовом составе. По итогу сезона провёл за клуб 24 матча в Серии А и 1 матч в Кубке Италии.

### «Динамо» (Загреб)
В июле 2022 года перешёл в загребское «Динамо». Взял себе футболку с «4» номером. 